# Грушецькі

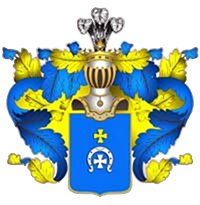
Герб Грушецьких

Груше́цькі (пол.Gruszeccy, рос.Грушецкие) — польський шляхетський рід гербу Любич та російський дворянський рід. Прізвище Грушецькі походить від містечок Велика і Мала Грушкі (Грушіци). Село Грушкі, поблизу від Любліна, король Владислав II Ягайло подарував близько 1411р. в нагороду кровавих лицарських заслуг коронному хорунжому Матвею (Maciej) [Архівовано 18 квітня 2012 у WebCite]  [Архівовано 4 березня 2016 у Wayback Machine.]. Грушецькі були володарями і інших міст — Верцішов і Биховка (Wierciszów i Bychawka) у Люблінському воєводстві. Представники роду проживали в Польщі, Росії, Україні та Білорусі.

## Відомі представники роду Грушецьких в Україні
- Андрей — шляхтич-пекар, с 1592 р. — Львівский міщанин[2].
- Кароль — маршалок шляхти Уманського повіту[3]
- Броніслав Самуель Шумиліст названи — поручник у Зборовського, потім войський і ловчий чернігівський (з 1644 р.), з 1649 р. чашник галицький[4]. В 1629 р., на Поділлі, в Голоскові, збудував оборонний замок[5], кам'яну фортецю[6][7]. Помер у 1673 р..
- Станіслав Ян (брат Броніслава Самуїла) — суддя земський Подільський. Стольник Летичівский, депутат на Трибунал коронний в 1694 р.
- Жозеф — суддя гродський, подсуддя земський Подільський.
- Томаш (син Жозефа) — чесник Подільський. Дружина — Анжела Лоховська (стольниця річицька).
- Казімір (син Жозефа) — монах монашого ордену. Проповідь на коронації Підкамінської ікони Божої Матері.
- Антоній (1734–1798) — художник, професор живописi Краківського університету[8].
- Василь Грушецький[ru] (уродженець Київської губернії) — професор, статський радник у місті Могильові.

### Повстанці 1863-64 роки
- Войцех Олександрович (нар. 1825 р.) — дворянин Київської губернії, засланий з позбавленням прав на проживання, знаходився у Ялуторовську, опісля в Омську, служіння, містив їдальню, при нім дружина[9].
- Михайло (пол. Michał) (нар. 24 листопада 1814 р., Кодень, Волинь — † 5 жовтня 1892 року, Житомир). Закінчив Варшавську гімназію, після чого працював у Варшаві стажистом криминальнага суду. У 1838 годзе був заарештований за пренадлежность до «Товариству польського народу» і засуджений на п'ять років каторги, яку відбував на Нерчинських копальнях. Повернувся із заслання в Україну 1856/1858 років. Після повстання 1863–1864 роки був знову засланий до Сибіру з поселенням в Усоллі Іркутської губернії. Там разом з Вельгорським, Гриневицьким, Конопацьким і Толочком заснував фабрику з виробництва мила. 1872 року Михайло Грушецкий повернувся до Варшави. Він видав описи тунгусів і якутів[10].

## ВКиївській губернії
Наприкінці XVIII – нач. IXX ст. Грушецькі жили в Київській губернії, в повітах:
- В Васильківському повіті (2 рода): с.Буда, Ярошівка.
- В Звенигородському повіті (3): с.Терешки, Михаловка.
- В Таращанському повіті (1): с.Грузкі, Чернінская буда[11].

## Легітимізація
Легітимізовані були 3 роди
1. Київський повіт, 1817 р. – ч. 1, а в 1835 – в ч. 6.
2. Уманський повіт, 1803 р. – ч. 1.
3. Уманський повіт, 1816 р. – ч. 1, були офіціалістами графа Потоцького.

Грушецькі входили до родословної книги Київського дворянського депутатського зібрання 1906 року.